# Spoorlijn Pont-de-la-Deûle - Pont-à-Marcq
De spoorlijn Pont-de-la-Deûle - Pont-à-Marcq was een Franse spoorlijn die Flers-en-Escrebieux verbond met Pont-à-Marcq.

## Geschiedenis
De lijn is op 1 september 1896 geopend door de Compagnie du chemin de fer de Pont-de-la-Deûle à Pont-à-Marcq. Thans is de volledige lijn opgebroken. Tot 1993 heeft het gedeelte tussen Pont-de-la-Deûle - Thumeries het lijnnummer 272 646 gehad.

## Aansluitingen
Pont-de-la-Deûle
RFN 272 000, spoorlijn tussen Parijs en Lille
RFN 264 000, spoorlijn tussen Pont-de-la-Deûle en Bachy-Mouchin
Pont-à-Marcq
RFN 265 000, spoorlijn tussen Templeuve en Don-Sainghin

## Gebouwen: stations
Elk station heeft een gebouw met daarboven personeelshuisvesting.
De lijn omvatte de volgende stations: Pont-à-Marcq - Tourmignies (vernietigd) - Mérignies - Bersée- Faumont -  Mons-en-Pévèle - Thumeries (vernietigd) - Moncheaux (vernietigd) - Raimbeaucourt (vernietigd) - Roost-Warendin (vernietigd)- Pont-de-station la -Deûle.

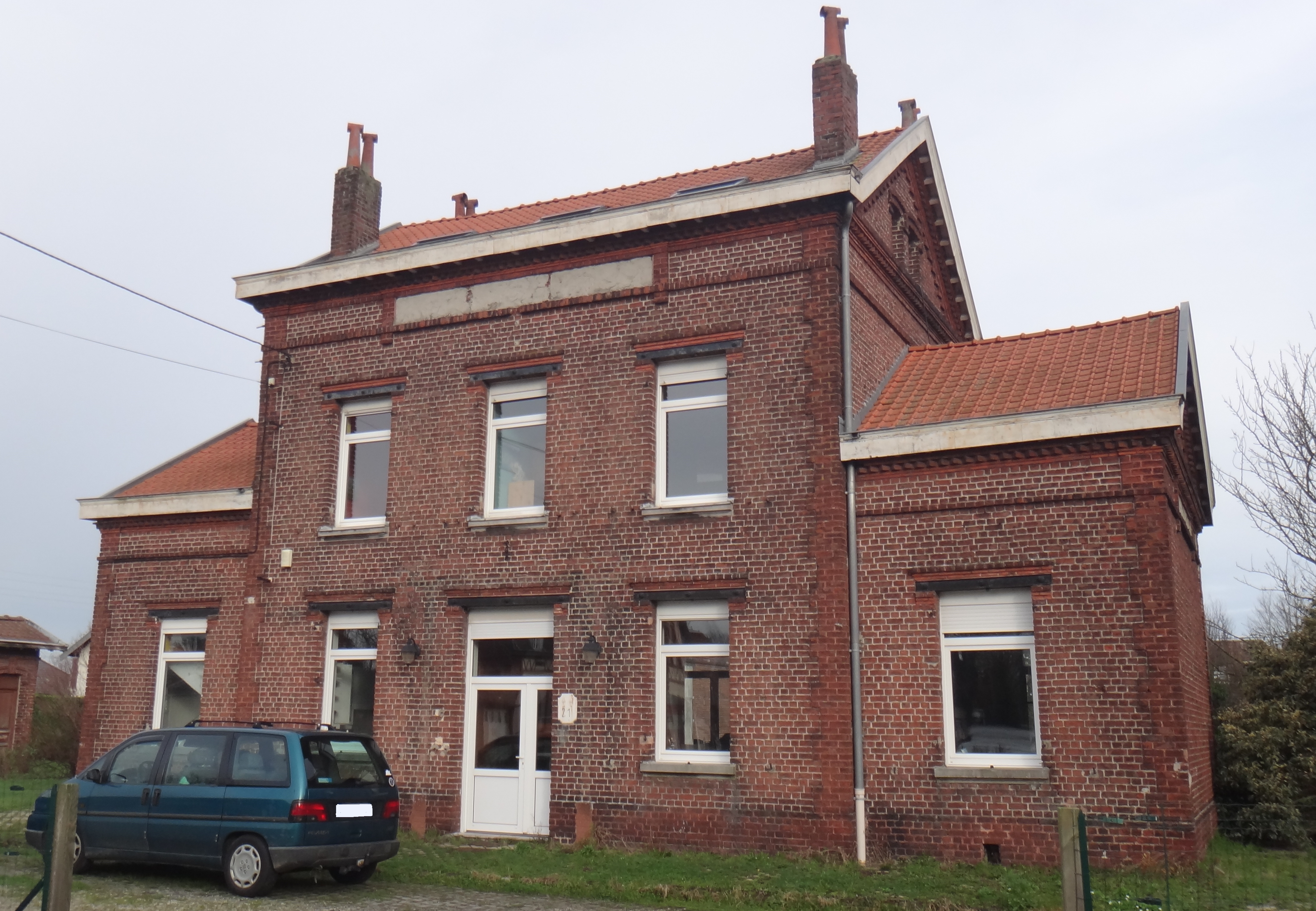
Pont station in Marcq dat een residentie is geworden.
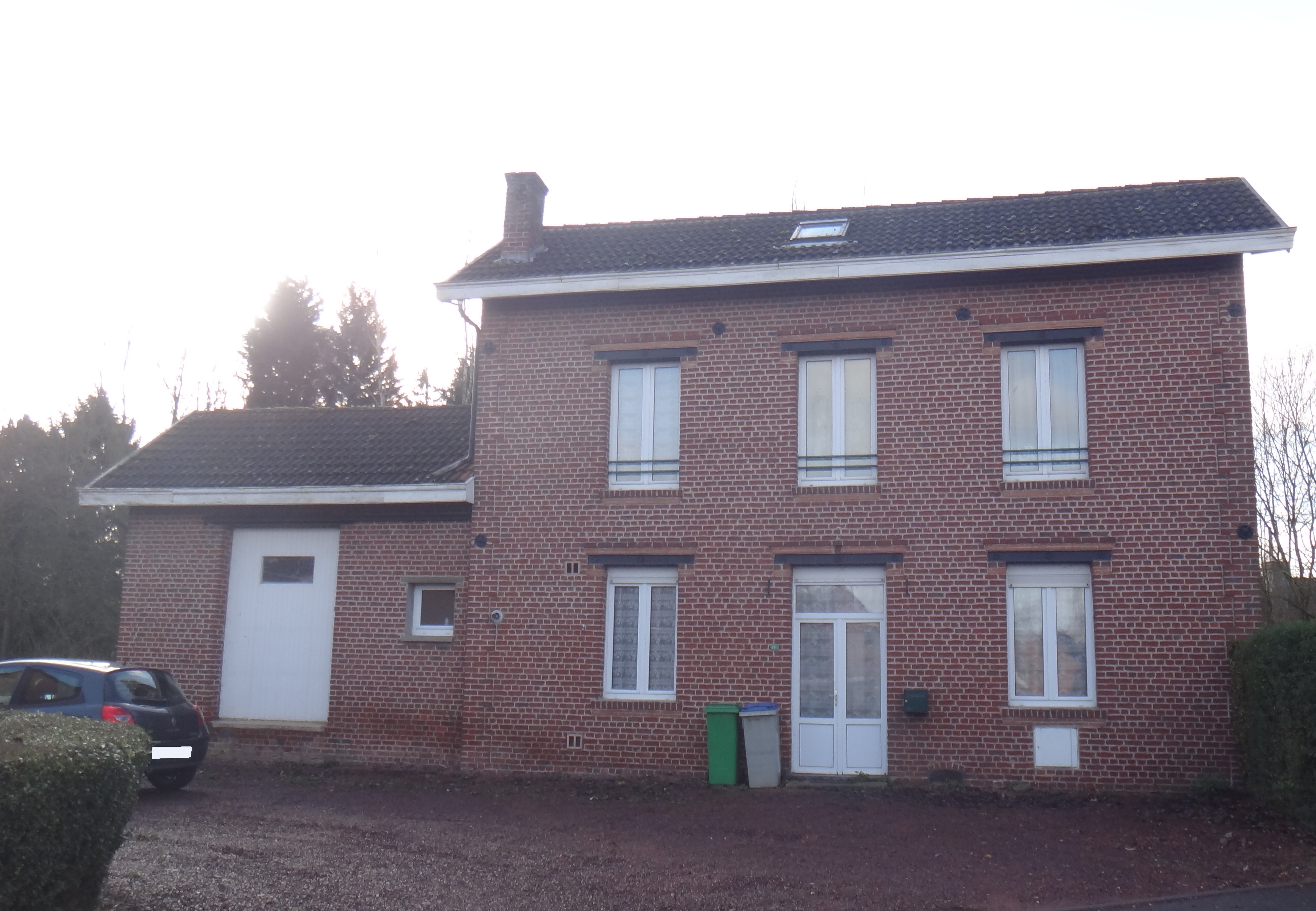
Het  Mérignies.
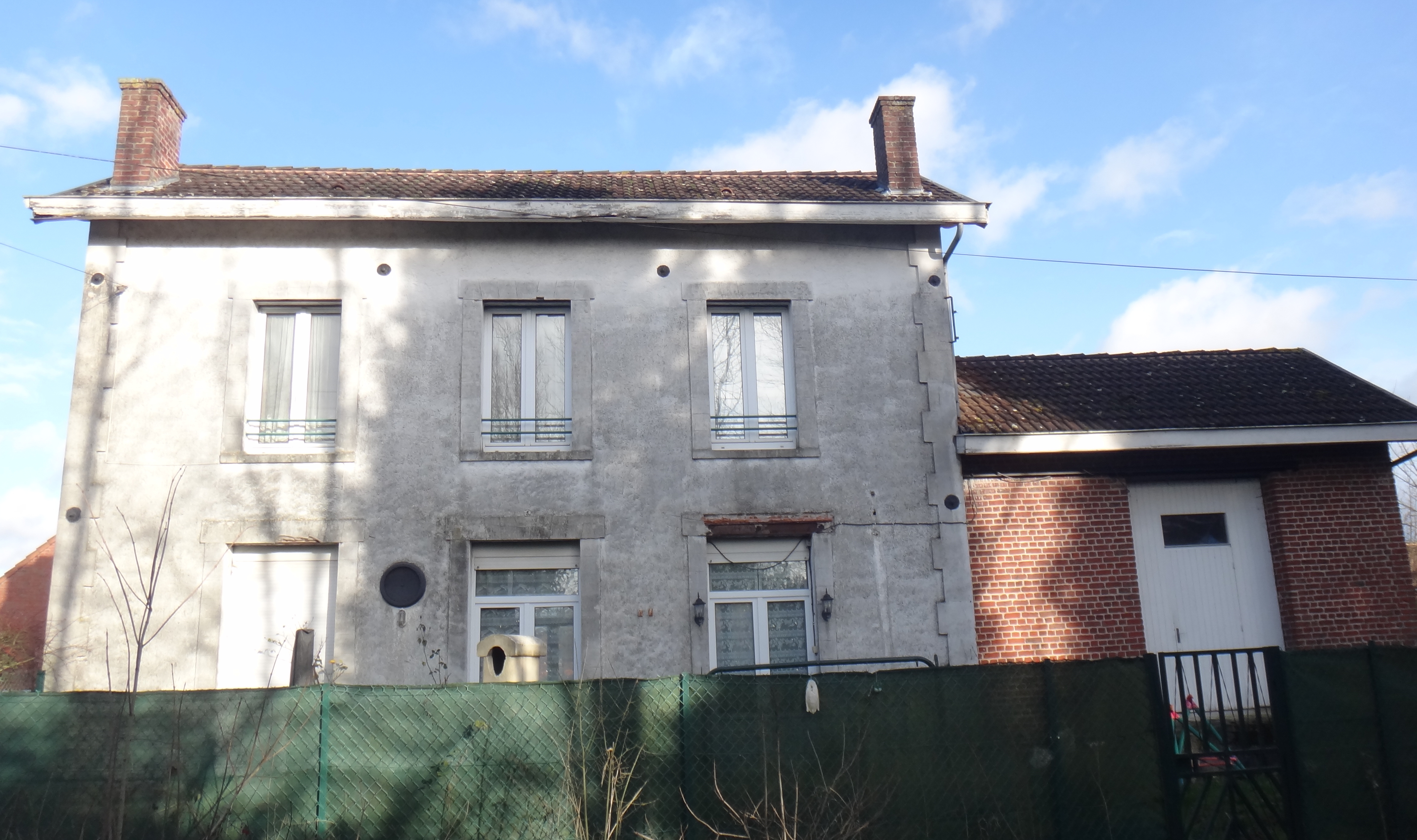
Mérignies station-spoorzijde.
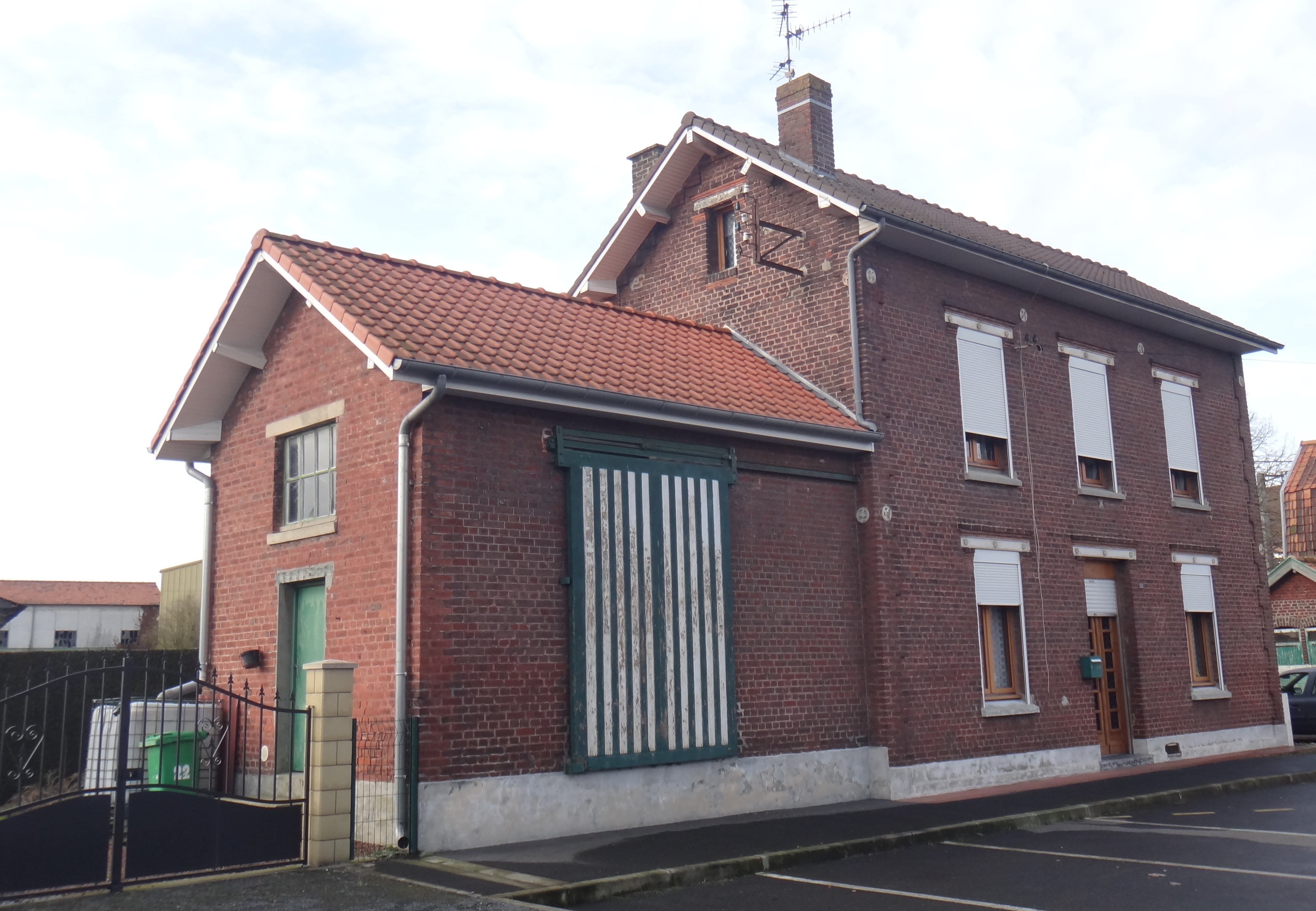
Het Bersée.
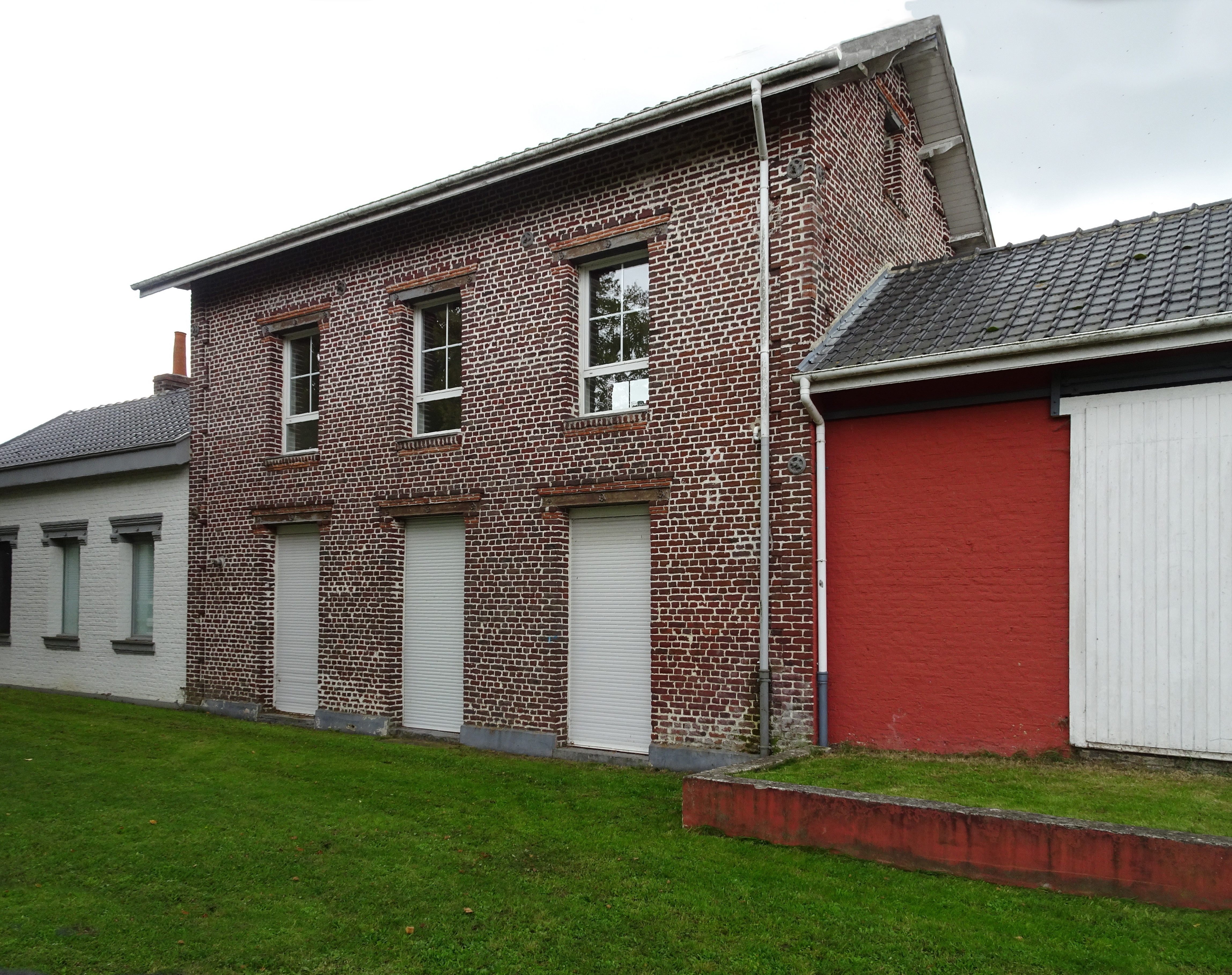
Het Faumont station dat de mediabibliotheek is geworden..
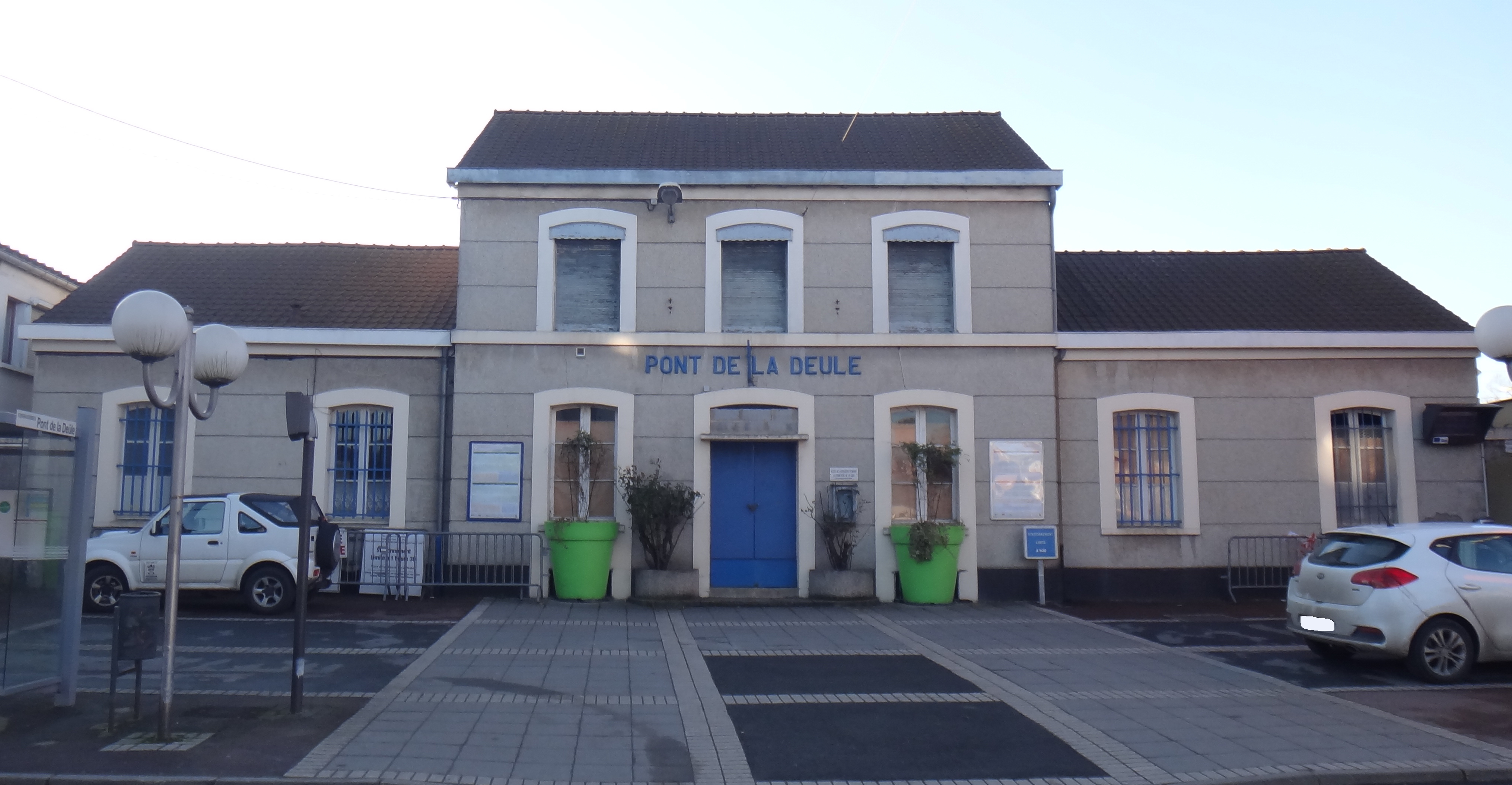
Pont de la Deûle station dat een SNCF-halte is geworden..
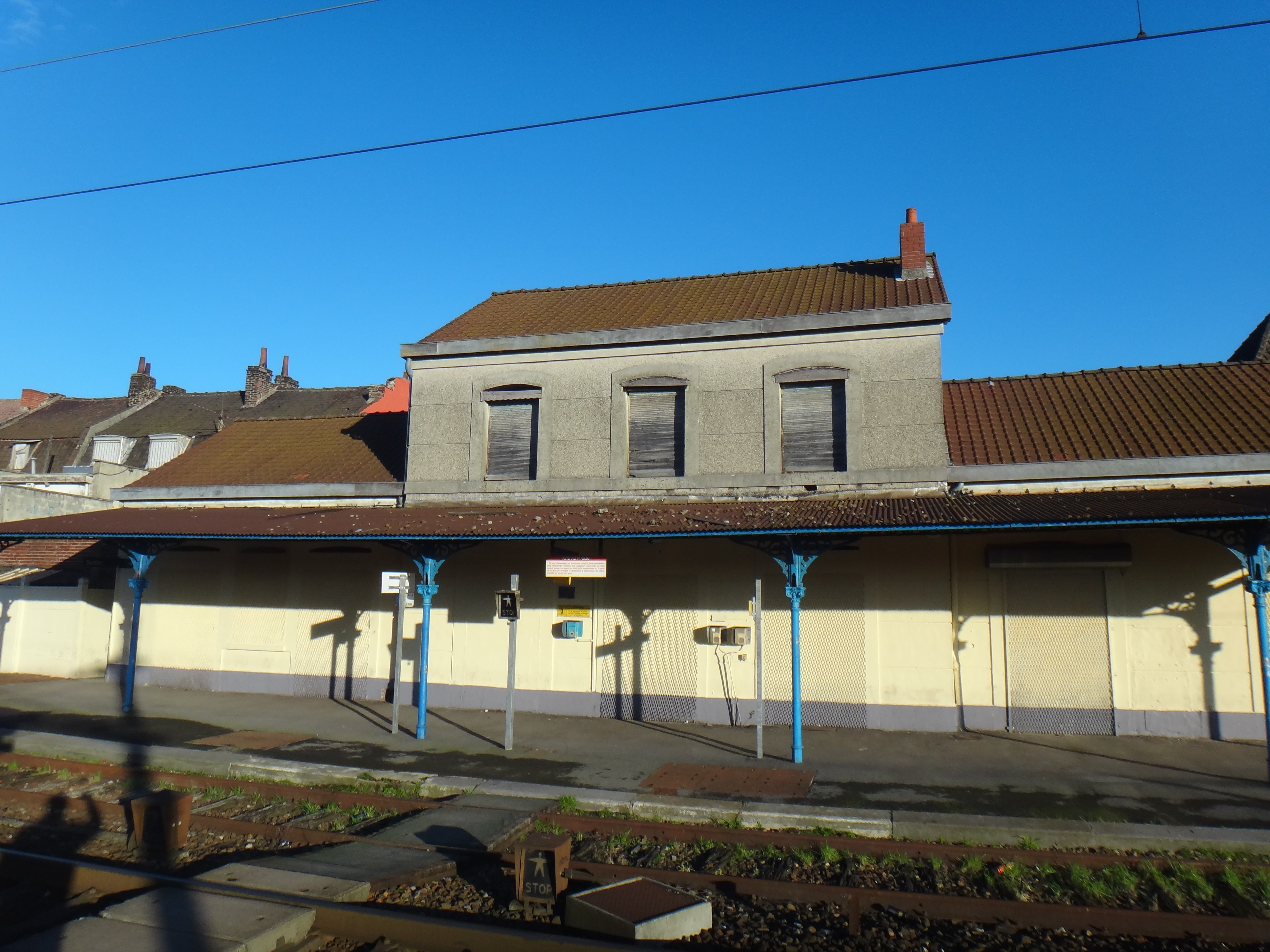
Het Pont de la Deûle-station-spoorzijde..